# پرچم دالماسی
پرچم دالماسی در پذیرفته شد.این پرچم دارای دونوار آبی و زرد افقی است.